# 米拉格里斯
米拉格里斯是巴西巴伊亚州的一个市镇。总面积307.779平方公里，总人口14086人，人口密度45.8人/平方公里。